# Larvik HK
Larvik HK (Larvik Håndballklubb) este numele unui club profesionist de handbal feminin din Larvik, Norvegia. Echipa de senioare activează în liga superioară feminină norvegiană și a câștigat de 13 ori campionatul norvegian (Postenligaen).

## Istoric
Clubul Larvik HK a fost fondat pe 31 mai 1990, după fuziunea departamentelor de handbal ale cluburilor Larvik Turn & IF și Halsen IF. Echipa joacă în prima divizie norvegiană din sezonul 1992/93. În primul an, clubul a fost aproape de retrogradare, dar a reușit să rămână în prima ligă. Primele succese ale norvegiencelor au venit în sezonul următor, ele câștigând titlul național și jucând finala Cupei Norvegiei. 
Larvik este în acest moment cea mai puternică echipă din campionatul norvegian de handbal. Ultima dată când au pierdut un meci din liga națională a fost pe 14 martie 1999. Pe 14 mai 2011, clubul a câștigat pentru prima dată Liga Campionilor.

## Rezultate în Norvegia
Postenligaen:
- Aur: 93/94, 96/97, 99/00, 00/01, 01/02, 02/03, 04/05, 05/06, 06/07, 07/08, 08/09, 09/10, 10/11, 11/12, 12/13, 13/14, 14/15
- Argint: 94/95
- Bronz: 95/96, 97/98, 03/04

Cupa Norvegiei (NM)
- Aur: 95/96, 97/98, 99/00, 02/03, 03/04, 04/05, 05/06, 06/07, 08/09, 09/10, 10/11, 11/12, 12/13, 13/14, 14/15
- Argint: 93/94, 96/97, 98/99, 07/08

Campionatul norvegian (Play-off)
- Aur: 94/95, 95/96, 96/97, 04/05, 05/06, 06/07, 07/08, 08/09, 09/10, 10/11
- Bronz: 93/94

## Rezultate în Europa
Liga Campionilor EHF Feminin
- Câștigătoare: 10/11
- Finalistă: 12/13, 14/15

Cupa Cupelor EHF Feminin
- Câștigătoare: 04/05, 07/08
- Finalistă: 08/09

Cupa EHF Feminin
- Finalistă: 95/96

Trofeul Campionilor EHF Feminin
- Bronz: 07/08

## Echipa

### Echipa actuală
| Portari - 01 Sandra Toft - 12 Alma Hasanić Extreme - 05 Jenny Graesholt - 11 Linn-Kristin Riegelhuth Koren (însărcinată) - 19 Thea Mørk - 22 Sanna Solberg Pivoți - 04 Vilde Johansen | Intermediari stânga - 07 Mari Søbstad-Molid - 14 Kristine Breistøl - 28 Alina Wojtas Coordonatori - 03 Anja Hammerseng-Edin - 08 Karoline Dyhre Breivang - 10 Gro Hammerseng-Edin Intermediari dreapta - 09 Nora Mørk - 20 Frida Bjaaland |

### Conducerea administrativă
- Președinte: Bjørn-Gunnar Bruun Hansen
- Director sportiv: Ole Gustav Gjekstad

## Jucătoare notabile
- Kristine Duvholt Havnås
- Kristine Moldestad
- Cathrine Roll-Matthiesen
- Birgitte Sættem
- Lina Olsson Rosenberg
- Vigdis Hårsaker
- Elisabeth Hilmo
- Monica Vik Hansen
- Annette Tveter
- Mimi Kopperud Slevigen
- Heidi Løke
- Cecilie Leganger
- Tonje Larsen
- Lene Rantala

## Sala
- Nume: Arena Larvik
- Oraș: Larvik
- Capacitate: 4.000 de locuri
- Data în folosință: 18-20 septembrie 2009
- Adresa: Hoffsgt. 6, 3262 Larvik